# 方應庚
方應庚（1579年—？），字長卿（长清），號兖野，江西饒州府樂平縣人。

## 生平
万历三十一年癸卯科江西乡试第二十五名舉人，三十五年（1607年）丁未科进士，授河南巩县令，值岁饥，民鬻男女自活，捐俸赎之。调庐州合肥县，汰冗平差，修学校，筑圩塘，邑有厉疫，请以身代，飞蝗不入境。入覲，授礼部主客清吏司主事，以母病告养归。

## 家族
曾祖方蓂。祖父方逢堯，知州。父方舟，武舉。母王氏。具庆下。兄應甲、應辛。